# Dylewko
Dylewko (Duits: Elisenhof) is een dorp in de Poolse woiwodschap Ermland-Mazurië. De plaats maakt deel uit van de gemeente Grunwald en telt 48 inwoners.